# Ceresium brevipes
Ceresium brevipes är en skalbaggsart som beskrevs av Maurice Pic 1943. Ceresium brevipes ingår i släktet Ceresium och familjen långhorningar. Inga underarter finns listade i Catalogue of Life.